# Instituto Geográfico Nacional (Argentina)
El Instituto Geográfico Nacional (IGN) es un organismo descentralizado para producción y difusión de información geográfica con asiento en la Ciudad Autónoma de Buenos Aires y bajo la órbita del Ministerio de Defensa.

## Historia
El origen del Instituto Geográfico Nacional se identifica con el nacimiento de la Oficina Topográfica Militar el 5 de diciembre de 1879. Fue como consecuencia de la Expedición al Desierto que Julio Argentino Roca, entonces ministro de Guerra y Marina del presidente Nicolás Avellaneda, creó la oficina y puso al frente de la misma al teniente coronel Manuel José Olascoaga, quien había estado al frente de la realización del plano topográfico de la campaña. De este modo, la Oficina Topográfica nació como respuesta a la necesidad de reconocimiento del territorio nacional creada por el avance de las fronteras.
A principios de 1901, luego de un necesario proceso de reorganización acorde con las misiones que se le fueron asignando, adoptó la denominación de Instituto Geográfico Militar.
Sus logros afirmaron la importancia de la especialidad y, en 1919, el Gobierno Nacional le asignó la responsabilidad de la elaboración de la cartografía oficial del territorio nacional y la realización de los trabajos geodésicos para apoyar la actividad civil, además de la militar.
Con la promulgación de la Ley de la Carta (Ley N.º 12 696), el 3 de octubre de 1941, comenzó en forma sistemática y regular, la realización de trabajos geodésicos fundamentales y los levantamientos topográficos con apoyo uniforme y homogéneo de todo el territorio nacional.
En mayo de 2009, el instituto fue transferido al área civil, denominándose Instituto Geográfico Nacional (IGN). Dicho traspaso cobró efecto por decreto 554/2009 de la presidenta Cristina Fernández de Kirchner, cuyo objetivo era mejorar el sistema de defensa. El Instituto Geográfico Nacional se incorporó definitivamente a la política de desarrollo de la Secretaría de Planeamiento del Ministerio de Defensa. Se designó como directora del Instituto a Liliana Weisert, quien se convirtió en la primera civil y mujer en conducir al IGN.
El Instituto Geográfico Nacional asume la titularidad de la representación nacional ante el Instituto Panamericano de Geografía e Historia, la Asociación Cartográfica Internacional, la Unión Geográfica Internacional y la Unión Geodésica y Geofísica Internacional.

## Misiones
De acuerdo a lo establecido en la Ley N.º 22 963, complementada por la Ley N.º 24 943 y la Decisión Administrativa 520/96, toda la estructura orgánica del IGN responde al objetivo de producir y explotar información geoespacial.

### Objetivo
Entender en la planificación, programación, ejecución, control, fiscalización y asesoramiento de la actividad geográfica, a nivel nacional, a fin de satisfacer los objetivos y políticas establecidas por el Poder Ejecutivo Nacional, contribuyendo a una eficaz definición y representación de la soberanía territorial Argentina.

### Funciones
- Entender en el establecimiento, mantenimiento, actualización y perfeccionamiento del Sistema Geodésico Nacional.
- Entender en la obtención de la cartografía básica del territorio continental, insular y antártico de la República Argentina y su actualización permanente.
- Participar en las actividades técnicas conducentes a la elaboración de la cartografía de frontera.
- Entender en la fiscalización y aprobación de todo tipo de publicaciones, literarias o gráficas, que representen total o parcialmente el territorio nacional.
- Establecer y mantener relaciones con organismos oficiales y privados, nacionales e internacionales, coadyuvantes al cumplimiento de sus objetivos y realizar los programas de difusión de sus actividades.
- Elaborar productos geográficos de interés del Poder Ejecutivo Nacional, no obtenidos por otros organismos específicos.

## Áreas disciplinarias

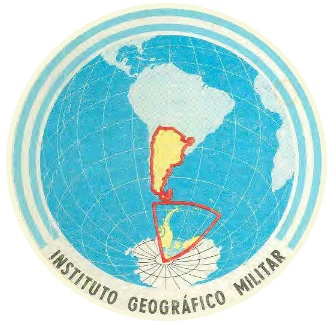
Antiguo logo del IGN (ca. finales de los 70's - inicios de los 90's), cuando se llamaba Instituto Geográfico Militar

El Instituto desarrolla su acción en las siguientes áreas disciplinarias, científicas y tecnológicas:
- Geodesia
- Geografía
- Cartografía
- Cartografía de imágenes
- Sistemas de Información Geográfica

### Geodesia
La geodesia es la ciencia que tiene por objeto el estudio de la forma y dimensiones de la Tierra, incluyendo su campo gravitacional, en un espacio tridimensional variante en el tiempo. En este sentido, la responsabilidad del IGN  es el establecimiento, mantenimiento y actualización del Marco de Referencia Geodésico Nacional (planimétrico y altimétrico), con la precisión necesaria para el desarrollo de todos los trabajos que se ejecutan sobre nuestro territorio, tanto públicos como privados.
El IGN, como organismo rector de la Geodesia en Argentina, ha actualizado los métodos de posicionamiento geodésico y desarrollado la Red Geodésica  Nacional POSGAR (Posiciones Geodésicas Argentinas), que se vincula a nivel continental con el Proyecto SIRGAS (Sistema de Referencia Geocéntrico para las Américas), como así también a nivel intercontinental con el "Marco ITRF 2005" (International Terrestrial Reference Frame).
Actualmente el IGN se encuentra ampliando la Red Argentina de Monitoreo Satelital Continuo (RAMSAC), que brinda servicios de posicionamiento de precisión a tiempo diferido, y real vía el protocolo NTRIP. Estos servicios son utilizados por todos los usuarios de la tecnología satelital tanto públicos como privados.

### Geografía
La geografía está implícita en todas las actividades y producciones del Instituto. Su ámbito de estudio tridimensional encuentra en la carta el documento imprescindible para la interpretación del paisaje y también para sintetizar los resultados de estudios e investigaciones especializadas.
Las sucesivas ediciones de las distintas series cartográficas, las publicaciones especiales, variadas fuentes documentales y una importante biblioteca y mapoteca conforman un archivo geográfico de carácter nacional, para uso oficial y para consultas del público en general.
La revisión y actualización con criterios geográficos de las ediciones propias, como así también la fiscalización de todas aquellas que se refieran o representen al estado nacional, constituyen un aporte de significación para el establecimiento de una auténtica conciencia de soberanía territorial.

### Cartografía
EL IGN es el organismo nacional responsable de elaborar y actualizar la cartografía básica del territorio argentino.
Para ello, produce documentos cartográficos a escala 1:50 000 y 1:100 000 de acuerdo a normas técnicas establecidas y mediante procesos directos de observación y medición de la superficie terrestre.
Por generalización de la información topográfica contenida en la cartografía básica y/o procesos de adición de otros datos, se derivan otras escalas y se obtiene el Mapa Oficial de la República Argentina, como así también distintos documentos temáticos.
Hace varios años que las actividades cartográficas de gabinete son totalmente digitales. Esto permite generar un importante archivo de información geográfica de base, capaz de facilitar la generación de otros documentos cartográficos y su actualización posterior,para servir de soporte a la creación de sistemas de información geográfica.

### Cartografía de imágenes
Son documentos cartográficos obtenidos a partir de imágenes satelitales o fotografías aéreas, elaborados con la calidad geométrica y estándares propios de la cartografía, que además permiten la visualización del terreno en su verdadera dimensión.
Este producto resulta apto para diversas aplicaciones temáticas y como complemento actualizado de la carta básica, por ello, el IGN continúa con su producción en diferentes escalas.
El tiempo y el costo para la obtención de este tipo de cartografía, es considerablemente menor frente a otros de relevamiento tradicional, debido al empleo de modernas tecnologías, entre las cuales cumple un papel preponderante la teledetección.

### Sistemas de Información Geográfica
Los Sistemas de Información Geográfica (SIG) han significado un gran avance en el manejo y análisis de la información permitiendo, a partir de datos especialmente referenciados, satisfacer necesidades de información específica.
Estos sistemas alcanzan, actualmente, una amplia difusión de empleo en los más diversos campos del quehacer nacional, público y privado.
El IGN además de su actividad en las áreas científico-técnicas asociadas a la generación de datos cartográficos (geodesia, fotogrametría, procesamiento de imágenes satelitarias, ejecución de vuelos fotográmétricos, etc); lleva más de 12 años trabajando en el desarrollo de datos geográficos en formato SIG. Ha elaborado el SIG-250 (sistema de información geográfica con escala de captura 1:250.000) hoy SIG-IGN, que cuenta con capas de información extraídas de la cartografía que desarrolla el instituto y que permanentemente son actualizadas. Este producto, de suma importancia por sus características técnicas, se ha constituido en la base cartográfica digital para georreferenciar la información temática de los distintos organismos del estado nacional y provincial.
Actualmente el IGN, en su constante evolución conceptual y tecnológica ha transformado todo la información del SIG a formato de base de datos espacial. Este formato permite establecer las bases para la generación de la Infraestructura de Datos Espaciales (INDE), aumentando el nivel de aplicaciones y utilidad para realizar diferentes análisis de información georreferenciada.